# Симоненко, Алексей Фёдорович
Алексе́й Фёдорович Симоне́нко (1917—1945) — капитан Рабоче-крестьянской Красной Армии, участник Великой Отечественной войны, Герой Советского Союза (1945).

## Биография
Алексей Симоненко родился в августе 1917 года в селе Дьяконово (ныне — Октябрьский район Курской области). Окончил два курса Курского педагогического института. В 1937 году Симоненко был призван на службу в Рабоче-крестьянскую Красную Армию. В 1940 году он окончил Чугуевскую военную авиационную школу лётчиков. С августа 1941 года — на фронтах Великой Отечественной войны.
К январю 1945 года капитан Алексей Симоненко был заместителем командира эскадрильи 312-го штурмового авиаполка 233-й штурмовой авиадивизии 4-й воздушной армии 2-го Белорусского фронта. К тому времени он совершил 118 боевых вылетов на штурмовку скоплений боевой техники и живой силы противника. В боях получил тяжёлые ранения, от которых скончался. Данные о дате его смерти разнятся. Согласно справочнику «Герои Советского Союза» он умер 1 апреля 1945 года, по информации из донесения о безвозвратных потерях 223-й штурмовой авиационной дивизии он скончался в госпитале в местечке Берент около города Торн (Торунь) 24 марта 1945 года, в документах 124-го передвижного эвакопункта он числится умершим 26 марта 1945 года, а в приказе ГУК НКО об исключении их списков Красной Армии № 1721 от 20 июня 1945 года он значится как умерший от ран 28 марта 1945 года. Похоронен в городе Торунь (Польша).
Указом Президиума Верховного Совета СССР от 18 августа 1945 года капитан Алексей Симоненко посмертно был удостоен высокого звания Героя Советского Союза. Также был награждён орденом Ленина, двумя орденами Красного Знамени, орденами Александра Невского, Отечественной войны 1-й степени и Красной Звезды, рядом медалей.